# Sceloporus bicanthalis
Sceloporus bicanthalis là một loài thằn lằn trong họ Phrynosomatidae. Loài này được Smith mô tả khoa học đầu tiên năm 1937.